# Missionarie della dottrina cristiana (Madrid)
Le Missionarie della Dottrina Cristiana (in spagnolo Misioneras de la Doctrina Cristiana; sigla C.D.C.) sono un istituto religioso femminile di diritto pontificio.

## Storia
La congregazione fu fondata il 24 settembre 1878 a Siviglia dall'oratoriano Francisco de Jerónimo García Tejero con l'aiuto di Mercedes Trullás y Soler.
In precedenza García Tejero aveva fondato un istituto per la rieducazione delle traviate e, vedendo nella mancanza di un'istruzione religiosa la causa della caduta di quelle donne, maturò la decisione di istituire un'altra famiglia religiosa per l'insegnamento della dottrina cristiana.
L'istituto ricevette il pontificio decreto di lode il 15 maggio 1913 e l'approvazione definitiva il 3 marzo 1930.

## Attività e diffusione
Le suore si dedicano all'istruzione e all'educazione cristiana della gioventù, all'aiuto ai parroci e alla visita a malati e bisognosi.
Oltre che in Spagna, sono presenti in Argentina, Brasile, Nicaragua, Uruguay e Togo; la sede generalizia è a Madrid.
Alla fine del 2015 l'istituto contava 116 religiose in 25 case.